# Camps del Soler de Bertí
Els Camps del Soler de Bertí és un grup de camps de conreu del terme municipal de Sant Quirze Safaja, a la comarca del Moianès, en territori del poble de Bertí.
Es tracta d'uns camps de conreu situats just a ponent de les restes de la masia del Soler de Bertí, a llevant de la capçalera del Sot de les Taules i al nord del Turó de l'Onyó. Al sud-est d'aquests camps s'estenen la Solella Gran i la Vinyota.

## Etimologia
Es tracta d'un topònim romànic modern de caràcter descriptiu: expressa exactament el que signifiquen aquestes paraules de forma literal.